# Wypis z kroniki Witykinda
Wypis z kroniki Witykinda tłomaczony przez Grzegorza a Słupia, decretorum doktora opata świętokrzyskiego, który żył około roku 1375, z autografu w bibliotece na Łysej Górze najdującego się – utwór przypisywany Franciszkowi Salezemu Jezierskiemu z około 1790, rzekomy odpis średniowiecznej kroniki.
Tekst opisuje zdrady i łotrostwa na dworze legendarnego władcy Leszka VIII. W istocie utwór stanowi współczesną autorowi polemikę polityczną ubraną w kostium historyczny. Skierowany jest przeciw magnaterii, w tym Adamowi Ponińskiemu i Franciszkowi Ksaweremu Branickiemu.